# Resursförbannelsen
Resursförbannelsen syftar på den paradox där länder med stora resurser av naturresurser ofta har lägre ekonomisk tillväxt och sämre utveckling än länder med mindre tillgångar. Även de som förespråkar teorin menar att den inte behöver vara universell, men att den är ett reellt faktum i många länder. Den amerikanske professorn Philippe Le Billon konstaterar att bristen på utveckling i länder med goda naturtillgångar leder till ökad risk för konflikter. Paradoxen formulerades av Richard Auty 1993. Flera studier, bland annat en av Jeffrey Sachs och Andrew Warner, har visat en koppling mellan god tillgång på naturtillgångar och låg ekonomisk tillväxt.
Bland utvecklingsekonomer finns tankar om att paradoxen är "resultatet av inflation tillsammans med utbudsbrist i sektorer som inte bygger på naturtillgångar, övervärdering av valutan på grund av större utländska vinster, hög utsatthet för prischocker eller en krympande tillverkningssektor och förlust av produktionsexternaliteter på grund av en koncentration av investering och talang i naturtillgångssektorn." Dessutom brister många av de utsatta länderna i politik för en ökad tillväxt, och tvingas slåss med korrumperade statliga institutioner, dålig budhethantering och ekonomisk ineffektivitet. Resursräntor som kan uppstå som ett resultat av resursförbannelsens förmåga att korrumpera ett lands politik har hjälpt befästa långsittande regenter som Sani Abacha i Nigeria och Suharto i Indonesien.
En studie från 2008 menade att förbannelsen upphör om man övergår från att belysa ekonomins relativa betydelse av export av naturtillgångar till att istället mäta den relativa tillgångsrikedomen av naturresurser i marken. Använder man den variabeln för att jämföra länder visar det sig att god tillgång på naturresurser i marken korrelerar med en något högre ekonomisk tillväxt och något färre beväpnade konflikter. Att stort beroende av export av naturtillgångar korrelerar med dålig politik och effekter av den orsakas inte av den höga graden export. Orsaken, menar studien, går i motsatt riktning: konflikter och dåliga policyer skapade det höga beroendet av exporter av naturresurser. När kaos och ekonomisk politik i ett land skrämmer iväg utländska investerare och får lokala entreprenörer att flytta utomlands för bättre möjligheter snedställs ekonomin. Företag kan tvingas stänga och företag fly, men olja och ädelmetaller finns kvar att ta av. Extraktion av naturtillgångar blir den "defaultsektor" som fortfarande fungerar när andra industrier har försvunnit.
En annan studie från 2010 som undersöker hur ett lands styrelseskick på lång sikt förhåller sig till hur mycket man förlitar sig på naturresurserna visar att ökande förlitande på naturresurser inte förorsakar auktoritarianism. Istället menar författarna att evidencen pekar på att det främjar demokrati att förlita sig mer på naturresurser. En annan studie från 2011 visade att god tillgång på olja påverkade en kortsiktig tillväxt och långsiktiga inkomstnivåer positivt, och att det snarare är handelsvaruprisernas volatilitet snarare än den goda tillgången i sig som leder till resursförbannelsens paradox.